# アガフィヤ・ムスチスラヴナ
アガフィヤ・ムスチスラヴナ（ロシア語: Агафья Мстиславна、1185/9年 - 1220年1月24日）は、スモレンスク公ムスチスラフの娘である。なおアガフィヤは修道名である。
1196年、ウラジーミル大公フセヴォロドの長男・コンスタンチンと結婚した。当時コンスタンチンは10歳であったが、成年するとウラジーミル大公位を獲得し、アガフィヤもまたウラジーミル大公妃となった。コンスタンチンとの間には3人の息子が生まれた。しかし1218年にコンスタンチンは死亡し、その後にアガフィヤは修道女となった。アガフィヤは1220年に死亡し、ロストフの生神女就寝大聖堂(ru)に埋葬された。

## 子女
- ヴァシリコ（1209年 - 1238年） - ロストフ公
- フセヴォロド（1210年 - 1238年） - ヤロスラヴリ公
- ウラジーミル（1214年 - 1249年） - ウグリチ公